# Ci sarà
Ci sarà – utwór włosko-amerykańskiego duetu Al Bano & Romina Power, wydany w 1984 roku. Odniósł międzynarodowy sukces komercyjny i jest jednym z najbardziej znanych utworów duetu.
W 1984 roku duet wykonał piosenkę na Festiwalu Piosenki Włoskiej w San Remo i wygrał, otrzymując ponad 2 miliony głosów. Był to drugi (po „Felicità”) utwór zespołu, który osiągnął 1. miejsce na listach przebojów we Włoszech. Duet nagrał także hiszpańską wersję utworu, zatytułowaną „Pasará”.

## Teledysk
Teledysk do utworu został nakręcony jako część filmu Champagne in paradiso z 1984 roku w reżyserii Aldo Grimaldiego. Przedstawia Ala Bano i Rominę Power wykonujących piosenkę nad morzem i w lesie.

## Listy utworów i format singla
- Włochy (7” winyl)[2]

A. „Ci sarà” – 3:30
B. „Quando un amore se ne va” – 3:22
- Hiszpania (7” winyl)[3]

A. „Pasará” – 3:23
B. „Ángeles” – 3:29

## Pozycje na listach przebojów
| Lista (1984)                              | Pozycja |
| ----------------------------------------- | ------- |
| Austria (Ö3 Austria Top 40)               | 13      |
| Niemcy Zachodnie (Official German Charts) | 51      |
| Szwajcaria (Singles Top 100)              | 7       |
| Włochy (Hit Parade Italia)                | 1       |